# Rezistența anticomunistă din România
Rezistența anticomunistă românească este o mișcare populară de luptă împotriva dictaturii Partidului Comunist Român (6 martie 1945-22 decembrie 1989). A fost activă începând cu anul 1944 și a durat timp de mai mult de treizeci de ani, unii luptători izolați subzistând efectiv până la mijlocul anilor ’70. În România, opoziția armată a fost prima și una dintre cele mai organizate forme de rezistență împotriva regimului comunist. Abia după căderea lui Nicolae Ceaușescu, în decembrie 1989, detaliile unei asemenea mișcări au fost aduse la cunoștința publicului. Dacă românii cunoșteau deja existența bandelor armate, acest lucru era posibil numai via  propaganda comunistă care le evoca în mod regulat, faptele fiind deformate, puterea arătându-i pe luptătorii anticomuniști drept niște vulgari tâlhari la drumul mare, în solda puterilor imperialiste externe.

Harta României - punctele roșii indică principalele puncte de rezistență armată.

Dispersați, dar relativ numeroși, acești oameni constituiți în mici grupuri înarmate se auto-denumeau uneori „Haiduci”, refugiați în Munții Carpați, unde se vor ascunde ani în șir din fața autorităților. Unul dintre ultimii combatanți a fost eliminat în Munții Banatului în 1962, în timp ce un alt luptător din Munții Făgăraș a fost capturat în 1976. Rezistența română a fost una dintre mișcările de rezistență cele mai longevive din cadrul Blocului Estic. Este important de subliniat că subiectul reprezintă o descoperire relativ recentă în România, grație deschiderii parțiale a arhivelor Securității, fapt care a permis examinarea de date istorice precise, unele necunoscute istoricilor înainte de anul 2005. În 2025, acest proces a avansat mult chiar dacă volumul arhivelor este considerabil și o parte importantă a dosarelor a dispărut. Cercetările și descoperirile ulterioare vor oferi probabil perspective și perspective suplimentare asupra subiectului, în special asupra anumitor arhive care sunt încă păstrate secrete și care se referă în principal la luptătorii de rezistență sprijiniți de serviciile secrete străine.

## Geneză

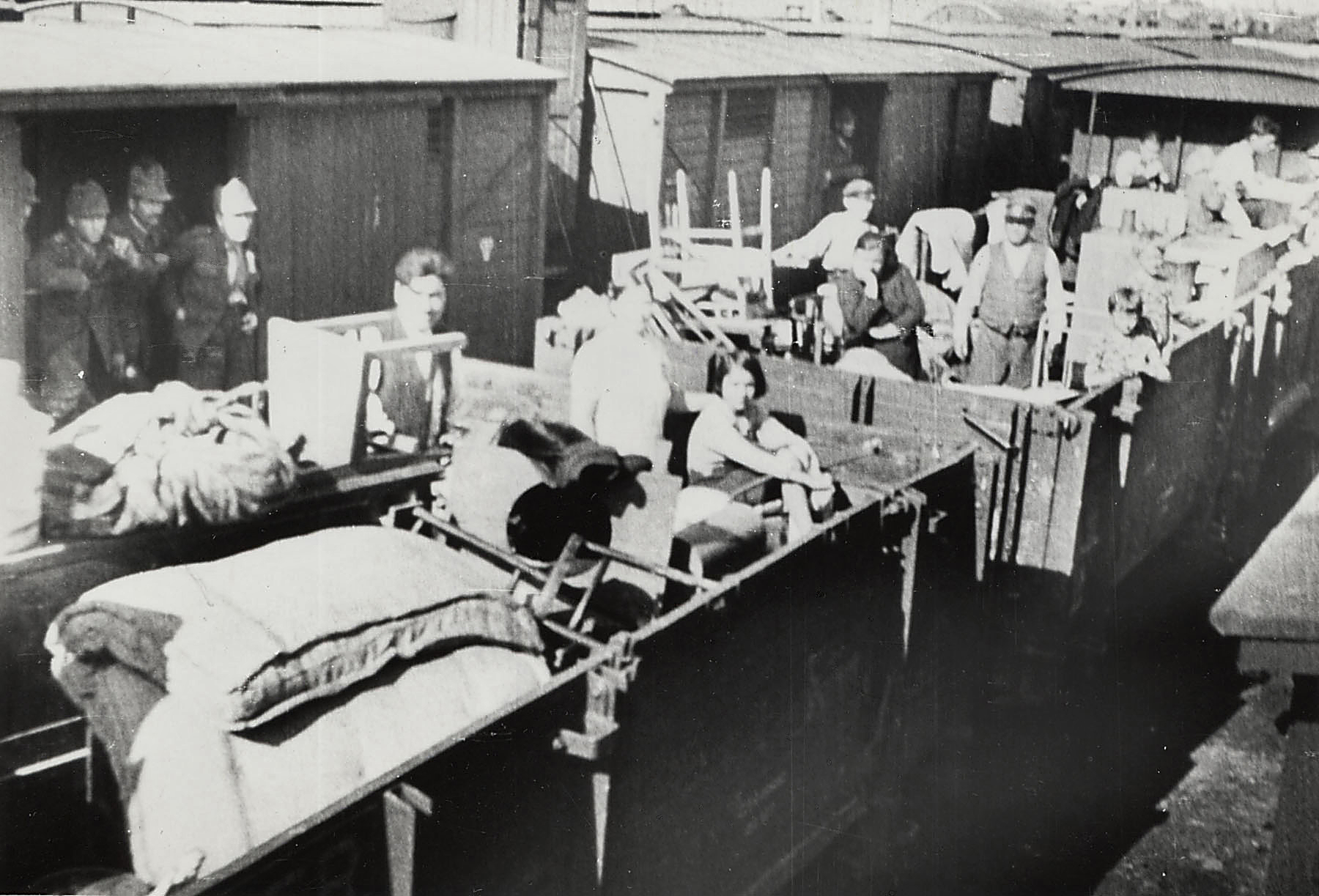
Trenuri cu refugiați români din Bucovina ocupată de către trupele sovietice.

În martie 1944, Armata Roșie invadează Bucovina de Nord, care, la acel moment, era o provincie a Regatului României, aliat celui de-al Treilea Reich. Primul act de rezistență este oficial și este organizat de Marele Stat Major Român: un batalion special, o unitate teritorială a Armatei Române, este creat și antrenat pentru a lupta împotriva invadatorului sovietic și a NKVD-ului: Batalionul Fix Regional din Bucovina.

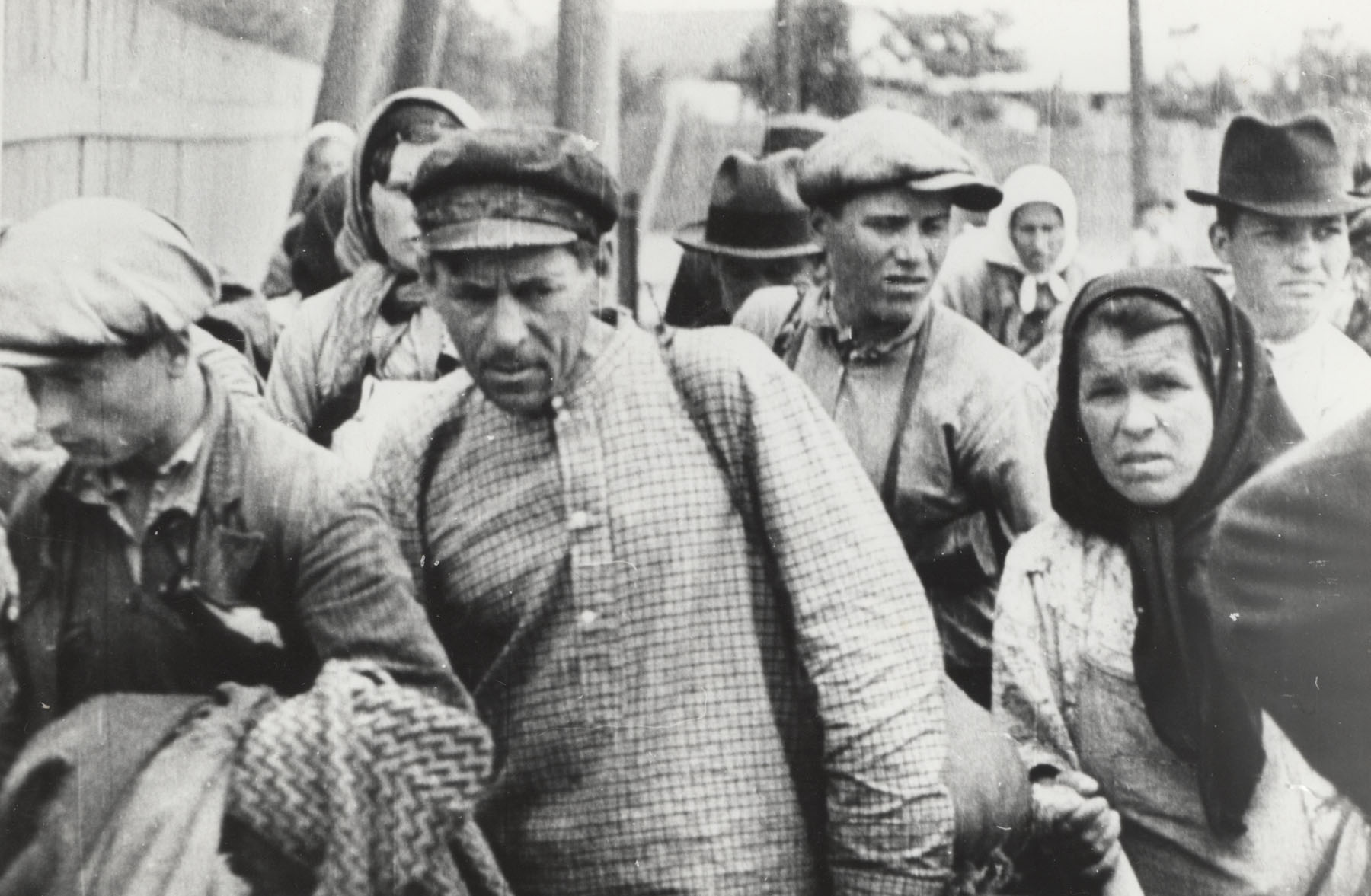
Refugiați din Basarabia care fug de ocupația sovietică în iunie 1940.

Sute de români au fugit atunci din calea terorii sovietice și a deportărilor, pentru a se refugia în păduri. Aceștia au înființat gherile antisovietice, în grupuri de 15 până la 20 de persoane. Primele grupuri de luptători au apărut astfel în nordul Bucovinei, uneori încadrate și susținute de comandamentul militar german, dar conduse întotdeauna de români. Constituit exclusiv din voluntari locali, acest batalion va atinge un efectiv de 1378 de combatanți, repartizați în 3 companii. Un ofițer de rezervă era însărcinat cu instrucția militară a voluntarilor.
La 23 august 1944, România se alătură Aliaților și declară război Germaniei naziste. Totuși, Aliații așteaptă până pe 12 septembrie 1944 pentru a semna armistițiul cu România, perioadă în care Armata Roșie acționează ca una de ocupație, dedându-se jafurilor și numeroaselor violențe. Odată alungate ultimele forțe germane din țară de către armata română, forțele sovietice au avut libertate deplină în România, având grijă să neutralizeze forțele armate române. Guvernul român nu mai are nici o autoritate asupra Basarabiei și Bucovinei de Nord, regiuni cedate oficial URSS-ului în iulie 1940. În acest context, cea mai mare parte a trupelor de voluntari din Bucovina sunt dizolvate, unele dintre acestea menținându-se în munți unde vor rămâne active, urmărite de NKVD, executate sau deportate în Gulag. Regăsim urmele existenței acestei prime rezistențe până în octombrie 1944. În cele din urmă, Bucovina a devenit leagănul rezistenței anticomuniste, declanșată de persecuția sovietică sistematică a populației românești.. 
În septembrie 1945, Generalul Aurel Aldea, fost ministru de interne în guvernul Constantin Sănătescu, a decis să constituie un Comandament Central al Mișcării Naționale de Rezistență, să-și subordoneze toate organizațiile constituite anterior, să împartă teritoriul național în zone de acțiune, fiecare având un comandant care trebuia să acționeze după instrucțiunile centrale (contraamiralul Horia Macellariu în București, generalul Constantin Eftimiu în trecătorile Carpaților Orientali și în Munții Apuseni, Gavrilă Olteanu în Munții Căliman, prof. Gheorghe Manu pe Valea Prahovei, Mihail Fărcășanu în zona Câmpulung Muscel, Horațiu Comaniciu în Munții Sebeș).
În mai 1946, Generalul Aurel Aldea este arestat și acuzat că ar fi reunit sub comanda sa mai multe grupuri subversive. În realitate, MNR sau „Mișcarea Națională de Rezistență” embrionară pe care încerca să o coordoneze nu reprezenta decât o slabă amenințare la adresa înființării regimului comunist.
Alegerile generale din România anului 1946, masiv viciate de fraude și de intimidări, într-o țară ocupată integral de trupele sovietice, au favorizat fuziunea forțelor anticomuniste. Un Comitet Național Român instalat la Paris în 1948 însărcinat, în speranța unei intervenții a Vestului, cu informarea guvernelor occidentale asupra situației din România, este de asemenea în contact cu câțiva luptători anticomuniști de pe teritoriul românesc. În același timp, nici o structură de coordonare, nici un comandament central nu va reuși să apară vreodată.

## Începutul mișcării de rezistență armată
La începutul toamnei anului 1948, în ciuda dispariției oricărei coordonări, grupuri mici, uneori chiar simpli indivizi, au intrat în clandestinitate în munții Carpați. Ei vor constitui astfel diverse puncte de rezistență armată, în ceea ce a devenit o mișcare totalizând mai multe mii de persoane. Rebelii proveneau din toate păturile sociale și din toate religiile țării. Aceste grupuri sunt independente însă uneori comunică între ele prin mesaje. S-au identificat trei forme diferite de manifestare a Rezistenței: tentative de rezistență armată organizată și condusă de ofițeri trecuți în rezervă (cum ar fi  colonelul Ion Uță,  colonelul Gheorghe Arsenescu și  maiorul Dabija), acte de nesupunere civilă concretizate prin mișcări de refugiați în munți și crearea de depozite de armament drept centre de rezistență și de adăpost pentru cei căutați de poliția politică.
Pentru marea majoritate a membrilor rezistenței, intervenția americanilor era consecința logică a unei situații dramatice care aruncase țara în teroare și bulversări sociale și economice fără precedent. Credința lor în venirea iminentă a americanilor era un element major al motivației de care dădeau dovadă. Șefii grupurilor erau însă lucizi în evaluarea șanselor pe care le-ar fi putut avea acțiunile lor, ca fiind reduse în absența unei atac american împotriva forțelor de ocupație sovietice din România care să le susțină. Absența unei reacții militare a Occidentului, pe lângă condițiile de subzistență extrem de dure la care se adăuga și dificultatea înfruntării unui inamic ce dispunea de forțe disproporționate pentru a-i combate, va duce la distrugerea lor în anii '50.

### Factori determinanți

#### Aplicare brutală a politicii comuniste
Un ansamblu de măsuri radicale ce tulbură societatea elimină o parte importantă a populației active sau îi obligă pe români să se adapteze prin metode ce includ supunerea totală. Acest cadru inflexibil a produs, evident, o respingere a regimului și un refuz din partea multor cetățeni de a participa la distrugerea societății existente. Poziția constituțională de jure a Partidului Comunist Român ca „partid unic și organ conducător al statului” interzice de facto constituirea de asociații, sindicate sau alte structuri sociale independente de putere și impune o autoritate totală a partidului comunist, mergând de la vârf (Comitetul Central) și până la bază. La acest tablou sumbru trebuie să adăugăm prezența masivă în societate a organelor de Securitate, activă prin cenzură, dar și implementarea unei politici de supraveghere cu spectru larg, fără control judiciar. Pe plan economic, o  planificare de stat strictă afectează nu doar orientările macro-economice, ci toate aspectele producției, distribuției și consumului, în ciuda resurselor disponibile, a posibilităților tehnice, a mediului și a nevoilor populației. În cele din urmă, controlul total al activităților culturale, sportive, controlul mass media, dispariția libertății de exprimare și restricțiile de călătorie blochează orice inițiativă culturală și interzice existența oricărui spațiu de libertate.

#### Valurile masive de arestări și epurări
„Curățarea” profundă și sistematică a sistemului administrativ se abate asupra țării după ce comuniștii pun mâna pe putere în ajunul lui 1948. Armata suferă o epurare completă. Imensa majoritate a cadrelor formate înaintea comunismului sunt trecute în rezervă sau pensionate. Epurarea armatei regale a avut loc între 1945–1949, prin intermediul mai multor decrete. Acestea aveau rolul de a elimina nu numai cadrele care nu dovedeau loialitate față de regimul comunist sau față de Uniunea Sovietică, ci și pe cele a căror origine socială nu era „sănătoasă”. Poliția a fost transformată în Miliție, iar jandarmeria s-a transformat în trupe de Securitate. Marea majoritate a cadrelor formate înainte de instaurarea comunismului sunt pensionați sau trecuți în rezervă. În paralel, măsurile politice și economice menite să elimine toate profesiile liberale și toată autonomia profesională sau autonomia țăranilor i-au privat pe aceștia din urmă și clasa medie de mijloacele de supraviețuire. Avem aici de a face cu cele mai puternice pârghii care au dus la nașterea unei rezistențe armate. Ruinate, victimele economice ale noului regim puteau fi țărani cărora li se confiscaseră mijloacele de producție pentru că fuseseră etichetați drept „chiaburi”, meșteri lăsați fără ateliere sau comercianți cărora li se luaseră magazinele în primele valuri ale naționalizărilor. Lista este lungă și include foștii funcționari, angajații de la stat sau din instituțiile importante, concediați pentru că nu prezentau încredere din punct de vedere politic. Tot aici intră membrii guvernelor și parlamentelor anterioare, polițiștii, judecătorii, preoții, numiți „lachei ai capitalismului”, dar și foștii membri ai claselor conducătoare: profesiuni liberale, șefi de întreprinderi, acționari, bancheri, aristocrați, considerați de regim „exploatatori ai poporului”. Mulți dintre ei riscă pușcăria, chiar eliminarea fizică, din cauza apartenenței sociale sau politice din trecut. În cele din urmă, la această listă se adaugă cei care intră în clandestinitate pentru a scăpa de o arestare iminentă. Un număr mare de familii s-au refugiat în munți la sfârșitul lui 1948 și începutul lui 1949. În acest sens, un funcționar al Consulatului Britanic de la Cluj scrie la 1 mai 1949, referitor la subiectul situației partizanilor:
| “ | [...] Hainele și medicamentele lipseau și probabil că acest lucru este adevărat pentru că numărul lor crescuse cu o proporție considerabilă de femei și copii începând cu exproprierile de la 1 martie. Mi s-a comunicat valoarea de 20.000 ca număr al celor care s-au alăturat după expropriere [...] Creșterea numărului de femei și copii va crea probleme de supraviețuire în iarna următoare [...] și mi se spune din când în când despre camioanele cu provizii ale armatei care trec către partizani, uneori prin capturare și alteori prin dezertare, dar nu pot spune în ce măsură [...]. | ” |

#### Opoziția țăranilor la colectivizare
Este elementul esențial al revoltei împotriva puterii comuniste. În 1945, România era o țară 80% rurală, prin urmare, desființarea proprietății private a fost un șoc pentru lumea de la sate. Respinsă de aceasta, colectivizarea a fost considerată drept un furt cu violență și a fost puternic combătută de țăranii atașați de pământurile lor. S-au intensificat refuzurile de supunere față de noile legi, manifestațiile și actele de nesupunere civilă. Reprimate dur de Securitate, care nu ezita să închidă sau să execute conducătorii protestelor, campaniile au constituit creuzetul unei rezistențe și, de asemenea, suportul ei logistic pe termen lung. Rezistența țăranilor la colectivizarea forțată și brutală este un fenomen puțin cunoscut atât în Europa de Vest cât și în Europa Centrală. Într-o țară cunoscută pentru agresivitatea poliției politice, Securitatea mult temută, dar și pentru pasivitatea sau indiferența poporului în fața dominației comuniste, intensitatea opoziției țăranilor față de regimul stalinist este o realitate ieșită din comun.

#### Forța mișcării legionare
În 1937, rezultatele au arătat că peste 15,58% din voturi erau pentru Partidul Legionar Partidul Totul pentru Țară, echivalentul a 478.000 voturi. În 1938, mișcarea legionară cuprindea sute de mii de membri, inclusiv o forță paramilitară semnificativă. Foarte activă, organizată și având puterea politică între septembrie 1940 și ianuarie 1941, această formațiune devenise ilegală, dar a rămas „interesantă” din punct de vedere politic în 1944-1945, în special pentru comuniști care le-au ”uitat” atitudinea anticomunistă și acțiunile uneori violente, recrutând până în 1948 foști legionari. La acel moment, PCR căuta să diminueze riscul unei opoziții masive la reformele radicale pe care urma să le implementeze în societate, mai ales că formațiunea de extremă-stângă avea numai câteva sute de membri, iar mișcarea legionară câteva zeci de mii, o parte dintre aceștia din urmă fiind antrenați și înarmați. Importante grupuri de tineri cu pregătire militară și care făcuseră parte din organizații legionare au intrat în clandestinitate după lovitura de stat eșuată din ianuarie 1941, devenind adversari ai regimului Antonescu, s-au văzut nevoiți să colaboreze cu inamicii lor de dinainte de război: comuniștii. Unii legionari, în special cei din mediul muncitoresc și cei care erau împotriva elitelor interbelice, au profitat de mână întinsă mai ales că alternative părea să fie închisoarea; alții, precum Ion Gavrilă Ogoranu au preferat clandestinitatea, împotrivindu-se pe cale armată împotriva comuniștilor și a ocupantului sovietic. De-a lungul războiului rece, Occidentul, în special Franța și Statele Unite, au profitat de legionarii refugiați în vestul continentului și care erau dispuși să sprijine rezistența anticomunistă din România, mai ales că opoziția democratică românească din exil se dovedise incapabilă să furnizeze resursele.

#### Refuzul dictaturii comuniste
Un alt element important al Rezistenței armate este motivația indivizilor și a grupurilor convinse că doar o implicare armată ar putea să reducă teama crescândă și să oprească ajungerea irevocabilă a comuniștilor la putere. Grupurile de rezistență conduse de foști ofițeri acționau în mod coordonat și planificat. Se pare că își puneau speranțele în incitarea la o insurecție armată generală, la o revoltă masivă, care nu s-au produs niciodată. O categorie mai redusă de insurgenți dornici să lupte împotriva comunismului era formată din refugiați români recrutați în Europa de en:Office of Policy Coordination (OPC), antrenați în Franța, în Italia și în Grecia și apoi parașutați în Carpați. Majoritatea dintre ei nu au reușit să creeze contacte locale, care le erau indispensabile pentru supraviețuire, și au fost rapid capturați, iar cei mai mulți judecați de tribunalele militare și executați.

#### Persecuția Bisericii Române Unite cu Roma, Greco-Catolice
Considerate „reacționare” prin natura lor, instituțiile bisericești și mișcările religioase pacifiste au fost verificate și supravegheate atent, dar politica PCR față de acestea a variat de la caz la caz: deoarece nu avea legături de subordonare sau de interdependență cu alte state și nici nu poseda o rețea școlară proprie, Biserica Ortodoxă Română a făcut obiectul unei schimbări rapide de generații la nivelul conducerii (o parte a fost întemnițată, la fel ca prelații care au protestat), precum și a unei monitorizări vaste a clerului. Niciun preot sau călugăr nu putea accede pe o înaltă poziție în ierarhia ecleziastică fără aprobarea poliției politice comuniste. Este interesant de citat o frază populară în epocă: „Dacă vrei să denunți pe cineva fără să te demaști ca informator, du-te la spovedanie”. În contrapartidă, Bisericile catolice, indiferent că erau de rit latin sau de rit bizantin, precum și Bisericile protestante, instituțiile religioase iudaică și musulmană, aveau școli confesionale și legături solide cu străinătatea, în special cu țări considerate drept „imperialiste”: prin urmare, persecuția lor a fost mult mai dură. Școlile pe care le dețineau au fost desființate, numeroase mânăstiri și lăcașuri de cult închise, unii clerici fiind întemnițați sau uciși, iar proprietățile confiscate. O parte dintre proprietățile Bisericii Române Unite cu Roma (Greco-Catolică) au fost atribuite Bisericii Ortodoxe. Astfel, la sfârșitul lui septembrie 1948, în încercarea de a rupe legătura cu occidentul și de a diminua influența Romei în rândul catolicilor români, regimul comunist a impus credincioșilor și preoților greco-catolici să treacă la ortodoxie. Autoritățile comuniste din România, după modelul impus de Stalin, au declarat ilegală, desființând practic Biserica Română Unită cu Roma, Greco-Catolică, la 1 decembrie 1948, confiscându-i acesteia toate bunurile. S-a instituit o represiune brutală și sistematică ce avea să dureze până în 1964. Dintre numeroasele cazuri de prelați catolici persecutați, trebuie să amintim pe Anton Durcovici, episcop, care a murit în închisoare la Sighet, beatificat în 2014, și pe Vladimir Ghika, preot-diplomat de neam princiar care și-a dedicat viața săracilor și victimelor războiului. Închis la vârsta de 80 de ani, el a murit în urma torturii după ce a suferit maltratări în  închisoarea Jilava în 1954 și a fost  beatificat de Biserica Catolică în 2013. Mulți preoți au fost torturați, încarcerați în lagăre de muncă sau pur și simplu asasinați. În consecință, unii preoți și credincioși catolici, cu precădere din Transilvania, s-au alăturat mișcărilor de rezistență anticomunistă.

### Tentative de rețele susținute din exterior
Estimați la 20-50.000 de către serviciile occidentale, dintre cei 70.000 de români aflați în taberele de refugiați din  occident, cei care își doreau să lupte contra regimului comunist reprezentau o mană cerească pentru serviciile de informații din lumea liberă. Majoritatea acestor refugiați erau, precum Virgil Ierunca, democrați, dar această majoritate nu avea, în general, nici o antrenament sau educație militară. În schimb, printre aceștia se aflau și numeroși legionari gata de luptă. CIA a văzut în asta oportunitatea de a forma o rețea de agenți infiltrați în Blocul Estic și a recrutat pe unii dintre ei, refugiați cel mai des în Germania, Austria și Iugoslavia și gata să se angajeze în lupta împotriva comunismului. Decizia a fost luată împreună de președintele american Harry Truman și de președintele francez Vincent Auriol. Deja organizați, solidari și beneficiind de formare militară în cea mai mare parte, legionarii au fost foarte apreciați în acest context, în care trecutul lor tumultuos și contestabil era pus între paranteze în fața nevoii de a combate comunismul. Acceptând oferta americană, șefii legionari au jucat un rol important în recrutarea și coordonarea viitorilor agenți.
În 1949, informate de en:Foreign Office că rezistența anticomunistă română se intensifica și beneficia de sprijin popular la țară, serviciile de informații occidentale au investit serios în acest proiect. Au fost selectați 100 de agenți, dintre care 50 urmau să fie parașutați în interiorul țării, iar 50 trebuiau să îi susțină din exteriorul frontierelor românești. Combatanții vor fi pregătiți și antrenați în Franța și Germania. Alți 100 de voluntari vor fi antrenați în Italia și Grecia. Șeful operațiunilor secrete ale CIA din acel moment, Gratien Yatsevich, a declarat că acțiunile realizate în România nu erau depășite, ca număr de agenți și ca resurse alocate, decât de acțiunile organizate pentru Albania, acestea din urmă fiind cele mai importante dintre acțiunile întreprinse în timpul războiului rece din Europa de Est. Printre primii voluntari români recrutați de CIA la începutul lui 1951 se numără: Constantin Săplăcan, Wilhelm Spindler, Gheorghe Bârsan, Matias Bohm, Ilie Puiu. Vor fi primii parașutați în țară, în noaptea de 18 spre 19 octombrie 1951, în Munții Făgăraș. Securitatea îi va prinde și va descoperi că au fost recrutați în Italia. Guvernul român va trimite o notă de protest americanilor, acuzându-i de ingerințe în problemele interne ale țării și subliniind că agenții CIA capturați fuseseră trimiși „pentru a pune în aplicare acte de sabotaj și de spionaj contra armatei române”.
Următoarele grupe de combatanți au fost trimise în România în noiembrie 1951. Ion Samoilă, Ion Golea și Ion Tolan formau grupul ‘Jacques’, parașutat lângă Agnita. Apoi, în noaptea dintre 1 și 2 octombrie 1952, a fost parașutat al doilea grup, sub numele de cod ‘Robert’: Mircea Popovici și Alexandru Tănase, undeva aproape de  Cocoreni, Județul Gorj. Au urmat grupurile ‘Pascal’: Gheorghe Gheorghiu, Constantin Gigi și Făt Savu, la 1 iulie 1953, în Apuseni, și ‘Fii Patriei’: Sabin Mare, Ilie Rada și Gavril Pop, în iulie 1953, într-o zonă împădurită aflată undeva între județele Satu Mare, Sălaj și Bihor.
Alți agenți vor fi trimiși din Grecia, printre aceștia numărându-se Toma Bebi, prins de Securitate exact la aterizare. Bebi va colabora cu Securitatea până la prinderea altor 12 parașutiști legionari.
Conform declarațiilor lui Gordon Mason, șeful biroului CIA la București între 1949 și 1951, misiunea agenților parașutați consta în contactarea grupurilor de rezistenți din munți, informarea acestora cu privire la faptul că Occidentul era interesat de soarta lor, aprovizionarea lor cu arme, muniții, medicamente și bani. De asemenea, era prevăzut ca rezistenții români să primească stații de emisie recepție, prin care să rămână în contact cu Occidentul. Obiectivele esențiale erau, tot conform lui Gordon Mason, cunoașterea forțelor de care dispuneau mișcările de rezistență, furnizarea de informații despre activitatea armatelor române și sovietice, încurajarea combatanților din Rezistență pentru a acționa contra trupelor sovietice în caz de război.
Majoritatea operațiunilor de parașutare au eșuat din cauza infiltrării de către sovietici a serviciilor occidentale, a scurgerilor de informații pe această filieră și a organizării defectuoase. Ipoteza bazată pe scurgeri interne de informații din cadrul serviciilor de informații britanice (contraspionaj MI6), și în special din cauza spionului Kim Philby aflat în solda sovieticilor, care informa direct NKVD-ul nu este confirmat de C.N.S.A.S în 2016. Astfel, trei agenți formați de americani și trimiși în iunie 1953 în Munții Apuseni au fost capturați fără să fie executați, deoarece autoritățile comuniste doreau să facă din ei agenți dubli. În regiunile orașelor Oradea și Satu Mare, trei agenți parașutați au fost omorâți: unul într-un schimb de focuri, alți doi executați. În același an, un grup de 13 legionari trimiși de către CIA în România, este capturat, apoi judecat de către un tribunal militar. Procesul de mare amploare al celor 13 luptători, împreună cu susținătorii lor locali, a avut loc în octombrie 1953. Cei 13 au fost condamnați la moarte și executați la 31 octombrie 1953, în închisoarea Jilava.

## Grupurile de rezistență
Au existat numeroase grupuri de rezistenți români, dar nu au fost nici organizate, nici coordonate la nivel național, și rareori la nivel regional. Răspândite în toată țara, longevitatea lor este limitată la câteva luni până la câțiva ani în cel mai bun caz, chiar dacă unele formațiuni au durat între 5 și 10 ani. CNSAS a detașat anumite grupuri mai mari fie prin numărul lor de membri, fie prin acțiunile excepționale întreprinse, fie prin urma durabilă pe care au lăsat-o în regiunea în care au luptat. Sunt șapte : Teodor Șușman,  Maior Nicolae Dabija - Rețea „Frontul Apărării Naționale, Corpul de Haiduci” ,  Colonel Ion Uță, Gogu Puiu - Rețea „Haiducii Dobrogei”, Ion Gavrilă Ogoranu - Rețea „Carpatin Făgărășan”, Toma Arnăuțoiu - Rețea „ Haiducii Muscelului” și Victor Lupșa - Rețea „Vlad Țepeș II”.
Celelalte grupuri principale de rezistență sunt răspândite în toată țara, în regiunile Transilvania, Moldova, Țara Românească și Dobrogea.

## Structura și modul de operare
Dimensiunea grupurilor variază de la mici (mai puțin de 10 membri) la grupuri cu peste 100 de membri. Majoritatea grupurilor numără în jur de douăzeci de membri. E prea devreme pentru a putea avea un inventar precis și de încredere cu efectivele Rezistenței, în ansamblul ei. În 2017, se numărau câteva mii de membri implicați personal în grupurile armate și în organizațiile clandestine, un număr la care trebuie adăugate câteva mii sau zeci de mii chiar de susținători pe linie logistică.
Faptul că Rezistența a fost dispersată și întinsă în timp și spațiu a făcut ca cercetările de după 1990 să fie mai dificile, în special în ceea ce privește identificarea informațiilor despre structura mișcării. O evaluare a arhivelor Securității, făcută de Consiliul Național pentru Studiul Arhivelor Securității (C.N.S.A.S) în 2003, oferă o cifră provizorie - 1196 grupuri de rezistență active între 1948 și 1960.
După mărturiile rezistenților care au supraviețuit și prin coroborare cu rapoartele Securității, le putem face un portret destul de fidel.
| Repartizarea pe categorii sociale a rezistenței anticomuniste | Repartizarea pe categorii sociale a rezistenței anticomuniste | Repartizarea pe categorii sociale a rezistenței anticomuniste | Repartizarea pe categorii sociale a rezistenței anticomuniste | Repartizarea pe categorii sociale a rezistenței anticomuniste |
| ------------------------------------------------------------- | ------------------------------------------------------------- | ------------------------------------------------------------- | ------------------------------------------------------------- | ------------------------------------------------------------- |
|                                                               |                                                               |                                                               |                                                               |                                                               |
| Țărani                                                        | Țărani                                                        |                                                               | 69%                                                           | 69%                                                           |
| Muncitorii                                                    | Muncitorii                                                    |                                                               | 8.8%                                                          | 8.8%                                                          |
| Mic burghezi                                                  | Mic burghezi                                                  |                                                               | 3.7%                                                          | 3.7%                                                          |
| Funcționari                                                   | Funcționari                                                   |                                                               | 2.11%                                                         | 2.11%                                                         |
| Preoți                                                        | Preoți                                                        |                                                               | 1.8%                                                          | 1.8%                                                          |
| Comercianți                                                   | Comercianți                                                   |                                                               | 1.8%                                                          | 1.8%                                                          |
| Militari                                                      | Militari                                                      |                                                               | 1.6%                                                          | 1.6%                                                          |
| Alte                                                          | Alte                                                          |                                                               | 10.5%                                                         | 10.5%                                                         |

Marea majoritate a grupurilor erau mici Iar șefii lor aveau doar o anvergură locală. Structura socială a grupurilor era eterogenă, incluzând un număr important de țărani, mulți studenți și intelectuali, dar și mai mulți soldați din armată. Ținând cont de faptul că schimbările sociale dramatice produse de dictatura comunistă au afectat toate clasele sociale (colectivizarea pământurilor, desființarea profesiilor liberale, naționalizarea tuturor întreprinderilor etc.), spectrul social al rezistenței române din munți semăna cu societatea română în ansamblul ei, deci țăranii reprezentau 80% dintre combatanți. În ceea ce privește etichetele politice, după opinia istoricilor Georges Diener, Florian Banu și Dorin Dobrincu, afilierea rezistenților și a celor care îi sprijineau este marcată de o majoritate fără partid, restul împărțindu-se între Partidul Național Țărănesc (PNȚ) al lui Iuliu Maniu, Mișcarea legionară și Frontul Plugarilor. Este interesant de constatat că circa 5% dintre rezistenți erau comuniști, dar în dezacord cu puterea comunistă instalată la Moscova.
Rezistența acoperea aproape exclusiv zonele muntoase, dar și alte regiuni cu păduri dese, acesta fiind singurul tip de relief care le permitea să se ascundă și să supraviețuiască. Orice tip de rezistență urbană ar fi fost foarte dificilă, din cauza prezenței descurajante a  zeci de mii de soldați sovietici și a omniprezenței poliției politice și a informatorilor săi. Mulți dintre rezistenți nu își mai puteau exersa profesia (adeseori urbană) din cauza interdicțiilor sau a abolirilor decretate și erau obligați să fugă la țară. Pentru aceștia din urmă, rezistența reprezenta răspunsul la problema supraviețuirii în fața unei administrații care le devenise ostilă dar și, pentru cei mai curajoși, răspunsul la dorința de a se lupta cu dictatura.
Culorile politice ale Rezistenței anticomuniste
     fără culoare politică (63%)
     Partidul Național Țărănesc (11%)
     Frontul Plugarilor (9,82%)
     Mișcarea legionară (9,1%)
     Partidul comunist (5,22%)
     Partidul Național Liberal și alți (1,86%)
Păduri dese în munți, văi abrupte, platouri la care se ajungea cu greu, toate acestea ofereau rezistenților un refugiu și o vizibilitate bună către câmpiile înconjurătoare. Mulți țărani sau pădurari din satele din jur îi sprijineau logistic și le furnizau informații prețioase despre mișcările unităților de Securitate sau ale miliției.
Grupurile de rezistenți se așezau întotdeauna în zone aflate în apropierea unor localități, fapt care le permitea să fie ajutați de un număr important de săteni. Asta le permitea, de asemenea, nu numai să poată să se ascundă și să se replieze ușor, dar și să fie ajutați de un număr semnificativ de săteni. Aceștia îi adăposteau, le dădeau mâncare și informații. Fără un astfel de sprijin, nici una dintre insulele de rezistență nu ar fi putut funcționa pe termen lung, în unele cazuri chiar până la 15 ani. Membrii Rezistenței armate nu erau numiți „partizani” de către populație, ci Haiduci, termen care desemnează bandiții generoși, considerați eroi populari. Rezistentul și legionarul Ion Gavrilă Ogoranu, care a condus un grup de rezistență în Munții Făgăraș între 1948 și 1956 și a fost prins de-abia în 1976, descrie cu lux de amănunte viața și organizarea mai multor grupuri de rezistenți
.
Mai degrabă decât o acțiune planificată, mișcarea de rezistență a fost o reacție spontană la valurile de teroare pornite de autoritățile ajunse la putere la începutul lui 1948. Această spontaneitate explică fragmentarea puternică și lipsa de coordonare între grupuri. Cu toate acestea, acțiunile independente și locale le-au permis acestor grupuri să fie multiforme și flexibile, fapt care a complicat anihilarea lor și chiar a asigurat o anduranță remarcabilă pentru unele dintre ele. În plus, în anumite regiuni, rețelele eliminate erau înlocuite de noi grupuri de rezistență.
O trăsătură caracteristică a Rezistenței din România este aspectul ei fundamental defensiv. S-au înregistrat foarte puține acțiuni ofensive, de genul sabotajelor sau al ocupării unor localități. Deși rezistenții nu constituiau o amenințare majoră pentru autorități, regimul îi considera periculoși din cauza simbolului pe care îl reprezentau. Atâta vreme cât insurgenții rămâneau liberi, ei constituiau o provocare tangibilă pentru regimul comunist, care pretindea să exercite un control asupra întregii țări. Viața era grea pentru acești oameni, iar mila nu avea ce căuta printre ei. Riscul cel mai important era infiltrarea securiștilor sau a informatorilor trimiși de Securitate. Infiltrații sau elementele dubioase, odată demascați, erau rapid eliminați, uneori după o judecată sumară.
Nu este o exagerare să vorbim despre eroism, căci condițiile luptei pentru libertate erau adeseori îngrozitor de dificile, fără nici un sprijin semnificativ din străinătate, și asta uneori pe durata a 10 - 15 ani. Este greu de făcut o paralelă cu condițiile Rezistenței Interioare Franceze, deoarece aceasta din urmă, care nu a durat decât 3-4 ani, față de ocupația germană și de regimul de la Vichy, a beneficiat de un sprijin important din partea Aliaților și a fost, în cea mai mare parte, coordonată din exterior.

## Represiunea
Forțele de securitate române au reușit să înfrângă forțele rebele datorită coordonării dintre poliția politică și Miliție, prin infiltrarea informatorilor în grupuri, prin strângerea de informații, prin persuasiune și prin manipulare. Rezistenții au fost ținta acțiunilor militare desfășurate pe termen lung și în mod sistematic de trupele regulate și bine echipate ale Securității. Forțele acestei instituții mergeau de la secțiune la batalion, ba chiar până la un regiment întreg. Ele includeau vehicule blindate, artilerie, uneori și aviație. Rezistenții sufereau adeseori pierderi serioase, cel mai adesea fiind victime ale trădării din partea celor care îi sprijineau sau din partea informatorilor infiltrați.
Metodică, Securitatea aplica șapte tehnici diferite:
1. Crearea unei rețele de informare. Informatorii erau recrutați sub tortură, dar și prin corupție, șantaj, sau prin utilizarea resentimentelor personale față de partizani.
2. Deportarea familiilor celor fugiți în munți.
3. Infiltrarea de informatori sau de ofițeri de Securitate în grupurile de rezistenți. Astfel, agenții se infiltrau în mănăstiri sau în sate de munte, deghizați în fugari, tăietori de lemne, păstori sau vânători.
4. Trimiterea de grupuri întregi de ofițeri de Securitate care se dădeau drept localnici.
5. Spionaj, supraveghere fizică, telefonică și poștală (ascultare și interceptare).
6. Defăimarea partizanilor în fața populației și utilizarea masivă a propagandei.
7. Utilizarea a numeroase trupe de Securitate pentru prinderea și blocarea grupurilor de rezistenți, ceea ce însemna trimiterea a sute de oameni pentru 5 sau 6 luptători pentru libertate.

Amestecul de tehnici de infiltrare și atac frontal masiv era combinația cel mai frecvent utilizată de poliția politică. Pe de altă parte, în perioada de 1945-1947, regimul comunist s-a folosit de foști legionari în lupta împotriva rezistenței. Astfel, au existat grupări fantomă, organizate de NKVD și Siguranță, constituite din ex-legionari, utilizate de autorități în depistarea și prinderea celor care se aflau în munți (cazul grupării Mandea).

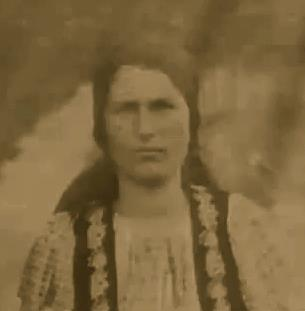
Elisabeta Rizea - eroină a rezistenței anticomuniste, torturată de Securitate.

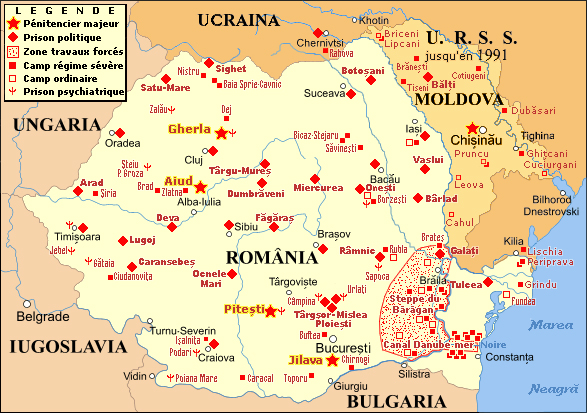
Rețea de închisori și lagăre în Republica Socialistă România și Republica Sovietică Socialistă Moldovenească (1945-1989).

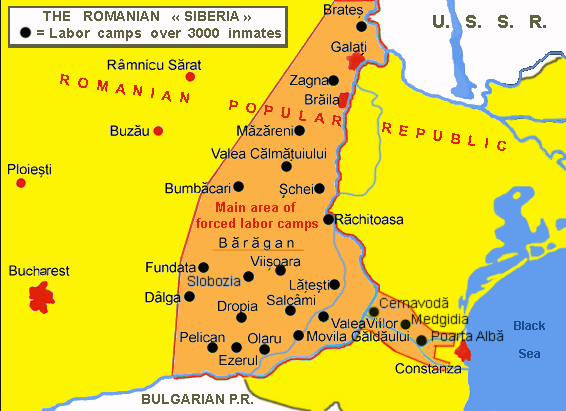
Bărăganul și Canalul Dunăre-Marea Neagră, principalele zone ale deportării din România comunistă.

Rebelii arestați și cei care îi sprijineau erau fie uciși în interogatorii, fie judecați în procese publice sau cu ușile închise. Condamnările erau foarte mari: moartea, sau ani lungi de pușcărie sau de muncă silnică. Au fost pronunțate mai multe mii de condamnări. Unele penitenciare sau colonii de muncă sunt cunoscute pentru numărul mare de morți și pentru practicarea curentă a torturii. Astfel, mulți rezistenți au murit de epuizare, din cauza torturii sau a tratamentelor la care au fost supuși în sistemul carceral comunist. Pedepsele cu moartea erau executate discret în incinta închisorii, și în cazuri rare și izolate, în public, pentru a intimida localnicii. Un număr important de deținuți care nu au fost executați, au fost omorâți de Securitate, în afara pușcăriilor, în condiții ce nu au fost explicate și în totală ilegalitate, iar cadavrele se aruncau în gropi comune sau în păduri. În zonele în care rebelii erau activi, țăranii sufereau în mod sistematic de pe urma intimidării și a terorii impuse de autoritățile comuniste.
Adriana Georgescu Cosmovici, secretara particulară a Primului Ministru, generalul Nicolae Rădescu, a fost una dintre primele persoane arestate pe motivul apartenenței la o mișcare de rezistență. În iulie 1945, tânăra a fost arestată la București, bătută sălbatic de inspectorii poliției secrete și violată de paznici. Într-o declarație dată la Paris în 1949, ea denunța trei anchetatori care o amenințaseră cu arma, unul dintre ei fiind Alexandru Nicolschi. Nicolschi nu era pe atunci decât la începutul unei lungi cariere de torționar și asasin, conform dosarului său complet publicat de IICCMER și bazat pe arhivele C.N.S.A.S, mărturiilor înregistrate și muncii istoricilor. 
Considerând că justiția era prea „blândă” cu inamicii comunismului și în special cu rezistenții, pe lângă tortura pe care o practica în mod curent în timpul interogatoriilor, Nicolschi organiza lichidări extra-judiciare, scoțând prizonierii din celule sub pretextul unor anchete suplimentare. Urma executarea lor cu un glonț în cap, pe traseul transferului. Nicolschi nu a avut monopolul unor astfel de acțiuni, în prezent fiind dovedit în mod clar că asasinatele erau o „metodă de eliminare” obișnuită folosită de Securitate, în special pentru eliminarea permanentă a elementelor rezistente sau a celor mai dificili adversari..
Elisabeta Rizea și soțul ei, doi țărani care s-au opus politicii de colectivizare forțată a guvernului, s-au alăturat grupului de gherilă Haiducii Muscelului, înființat de Locotenent-Colonel Gheorghe Arsenescu și Toma Arnăuțoiu, ajutându-i pe membrii acestuia cu informații, alimente și alte provizii. Prinsă în 1952, Elisabeta Rizea va petrece 12 ani în pușcărie, timp în care va fi torturată în mod regulat. Considerată o eroină de către români, ea a devenit un adevărat simbol național al Rezistenței române, grație unui documentar de la TVR difuzat pentru prima dată în 1992 și redifuzat în mod regulat de atunci. Un proiect pentru o casă memorială a fost lansat în 2017 de un descendent, în cadrul Asociației Elisabeta Rizea
Numărul de victime ucise din rândul rezistenților poate fi stabilit după studierea arhivelor dar și a numeroaselor memorii publicate după 1990. Arhivele oficiale indică mai multe sute de condamnări la moarte și totuși un număr mult mai mare de rezistenți au fost uciși în luptele cu autoritățile sau în diferitele etape ale detenției. Se estimează că au murit în jur de 2000 de persoane.
Vânătoarea implacabilă la care erau supuși rezistenții de către autorități, dar și tăcerea absolută cu privire la existența vreunei rezistențe demonstrează preocuparea exacerbată a regimului și teama ca nu cumva un simbol al nesupunerii să devină contagios. Renumitul luptător anticomunist, și fostul legionar, Gavrilă Ogoranu relatează discursul pe care rezistenții l-au ținut unor turiști din munți în anii 1950:

| “ | Spuneți-le tuturor că există întotdeauna un loc în Regatul României. Atâta vreme cât avem capul pe umeri, acest colț de țară va rămâne liber. Spuneți-le oamenilor să nu își piardă încerderea, căci va veni ziua când toată România va fi liberă. Rugați-vă la Dumnezeu pentru ea, pentru ca Dumnezeu să ne ajute. | ” |

## Memoria rezistenței anticomuniste

### Privirea României asupra Rezistenței și a Securității
Securitatea era organul esențial al PCR. Asigura menținerea partidului la putere prin acțiuni de supraveghere, prin spionajul intern al vieții private a populației și prin represiune. Această represiune a fost deosebit de brutală până în 1964 și a lovit orice formă de protest sau rezistență. De aceea nu este posibilă disocierea Rezistenței românești de acest organ de poliție politică al puterii. Securitatea era, de altfel, vârful de lance și principalul instrument utilizat de puterea comunistă pentru a contracara toate mișcările de rezistență armată și, în cele mai multe din cazuri, de a le anihila. Subiectul rezistenței anticomuniste armate sau nu este strâns legat de Securitate. Perspectivele românești asupra fiecăruia dintre cele două subiecte trebuie să fie evocate împreună.

#### Lipsa voinței politice de a stabili adevărul
Deși există mai multe institute de stat și ale societății civile create pentru a face lumină asupra crimelor comunismului și un raport prezidențial din 2006 condamnând fără drept de apel regimul comunist român, deși s-au publicat sute de cărți și de articole documentate despre Rezistență și eliminarea fizică a opozanților, deși arhivele Securității s-au deschis și s-au făcut exhumări științifice ale victimelor Securității, se pare că România, sau cel puțin cei care o conduc, nu dorește să meargă până la capăt în acest demers de descoperire a adevărului cu privire la trecutul comunist al țării. Subiectul rezistenței anti-comunistă este adesea minimalizat de autorități și de majoritatea forțelor politice, în principal din cauza influenței puternice a foștilor membri ai sistemul comunist și a apropiaților acestora. Conducerea institutelor sus-menționate se schimbă odată cu venirea unui nou guvern și face obiectul unor polemici aprinse cu privire la probitatea persoanelor aflate în vârful ierarhiei și la faptul că aceste organisme nu sunt decât niște instrumente în slujba orientării politice aflate la guvernare. Există voci care pun chiar sub semnul întrebării o parte din credibilitatea acestor instituții din cauza faptului că ar fi dependente politic.

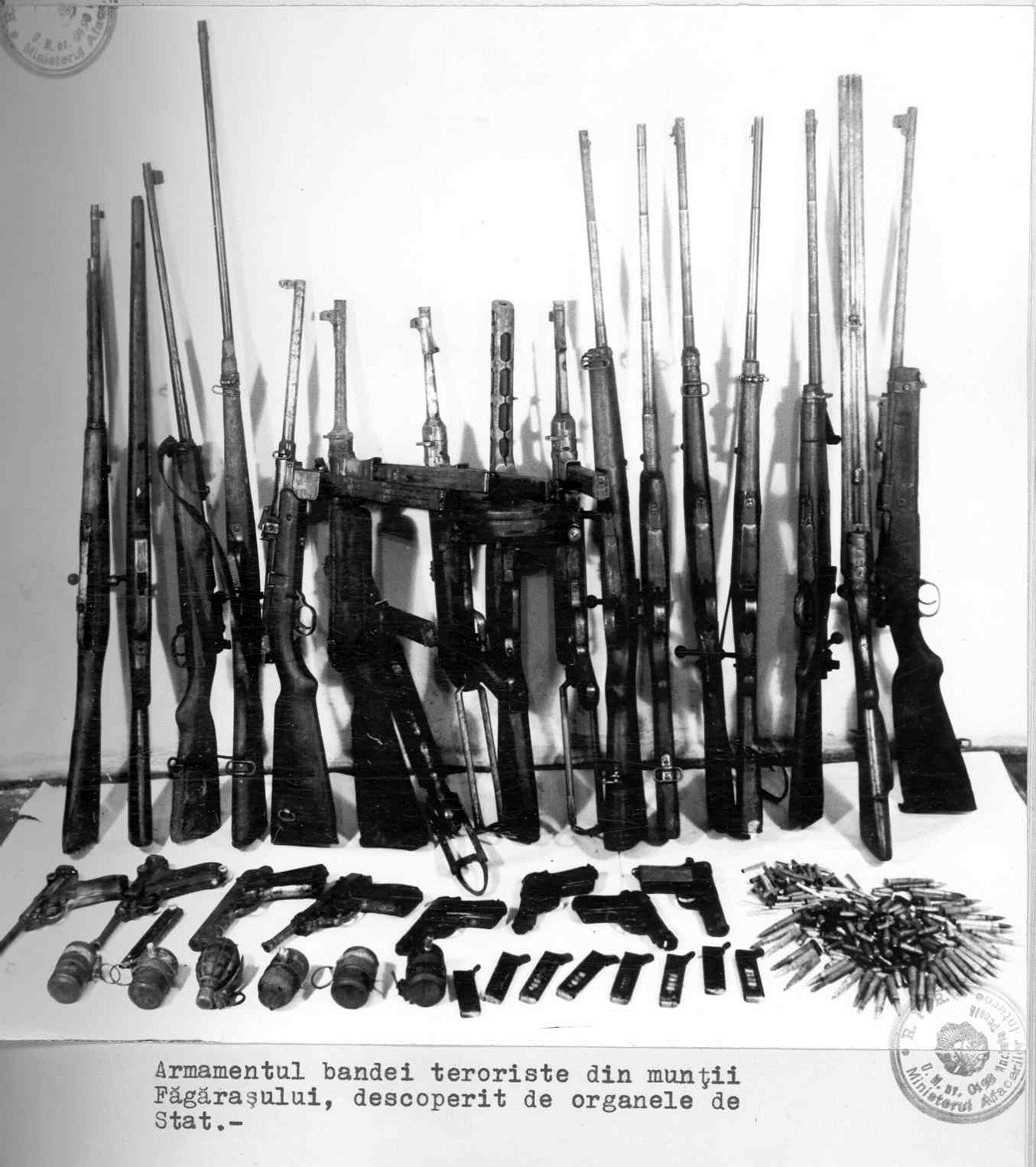
Arme și muniții confiscate de Securitate, cca. 1952.

#### O Securitate încă influentă la 35 de ani de la desființare
La mai bine de tre treizeci și cinci  de ani după căderea lui Ceaușescu și a regimului comunist, gradul slab de înlocuire a elitelor politice, adeseori ieșite din același sistem, și acapararea de către foști securiști sau comuniști și urmașii lor a politicii dar și a economiei - în România se vorbește chiar despre „privatizarea comunismului”. - sunt, după mai mulți comentatori și analiști, cheile pentru înțelegerea jumătăților de măsură, chiar a măsurilor false care au fost luate. În 2023, una dintre membrii Consiliului de Administrație al CNSAS, Germina Nagâț, declara într-un lung interviu acordat cotidianului Adevărul că Securitatea este în continuare la conducere. Dovadă în acest sens este împiedicarea accesului la dosarul Securității în cazul lui Gheorghe Ursu, un disident român bătut până la moarte în 1985 de către Miliție. Dosarul ar fi făcut posibilă inculparea a doi securiști care sunt încă în viață. Elementele au fost oficial eliberate din secret în 2000, dar transmise CNSAS abia 16 ani mai târziu, imediat după expirarea termenului de prescripție. Lipsa probelor împotriva Securității a condus acuzațiile împotriva Miliției, împiedicând justiția să-și facă treaba la timp împotriva Securității.
Astfel, contrar celor întâmplate în alte țări din Est care au trecut prin dictatura comunistă, un număr foarte limitat de membri ai Securității sau ai Partidului Comunist, sau chiar de torționari ai regimului, au fost urmăriți pentru a fi judecați în România și un număr și mai mic au fost condamnați. Primele anchete și inculpări privind crimele comise împotriva umanității în timpul perioadei comuniste au fost instrumentate abia în 2014. Între 1989 și 2017, în România au fost deschise doar trei dosare privind crimele împotriva umanității, două dintre ele soldându-se cu condamnări definitive pronunțate în 2016 și 2017. Această situație merită comparată în perspectivă cu enormitatea crimelor și a dovezilor disponibile, atunci când nu a mai existat nici o îndoială după 1989 asupra exacțiunilor comise de Partidul Comunist Român și de către brațul său armat, Securitatea. În timp ce, în 2014, rezistenții care au supraviețuit după ce au fost eliberați au în continuare dosar penal plin de informații cu privire la delictele sau crimele comise împotriva regimului comunist, la polul opus, ofițerii de Securitate pensionari, cei care fost responsabili pentru persecuțiile sau crimele pe care acum justiția română le consideră prescrise, beneficiază de pensii mai mult decât rezonabile. Este interesant să constatăm și că, până mai 2016, autoritățile române nu au dispus ridicarea vreunui monument important în memoria și onoarea Rezistenței Române. În 2024, societatea românească este încă constrânsă de greutatea moștenirii comuniste, de o castă securistă încă influentă, de o corupție endemică și de o neîncredere generalizată în politicieni, fiind în același timp handicapată de un exod masiv al tinerilor săi în străinătate.

#### O lipsă de interes alimentată de controverse constante și dificultăți economice
Se pare că o majoritate a românilor, frământați de polemicile și luptele politice neîncetate pe tema moștenirii comunismului din 1990 încoace, dezorientați de schimbările economice radicale din societatea românească și mai preocupați de crizele succesive de după 2007: criza economică din 2007-2008 și consecințele acesteia în societatea românească, multiplele crize politice din anii 2012-2015 (Tulburările civile din România din 2012-2015), impactul masiv al pandemiei de Covid-19 din 2020-2021 și criza politică gravă din anii 2024-2025, și-au pierdut parțial interesul pentru acest subiect. Prezența unor rapoarte false în arhivele Securității și tehnicile de manipulare a informației utilizate în mod curent de această instituție fac și mai dificilă lectura acestei surse de informații. Iar foștii securiști profită de asta pentru a încerca să discrediteze arhivele, producând o confuzie și mai mare.

#### Oglinda unui trecut traumatizant
Pentru a supraviețui într-o societate aflată sub supraveghere permanentă (apartamentele blindate cu microfoane, vecinii informatori făceau parte din realitatea cotidiană), în care teroarea suplimentară asigura menținerea la putere a regimului comunist, românii s-au închis în tăcere și uitare. Mulți dintre ei nu vor să vorbească despre trecutul lor, sau al celor apropiați, supunându-se dictonului: „Un român care se uită în oglindă își pune întrebarea: Dintre noi doi, care este turnătorul?”. Această situație restrânge numărul mărturiilor despre numeroase subiecte, cum ar fi Rezistența sau Securitatea, și îndepărtează o cercetare a memoriei fără de care  catharsisul nu este posibil.

#### O oarecare nostalgie pentru comunism
În cele din urmă, caz special în Europa de Est, după diferite sondaje făcute în ultimii ani în România, o mare parte a populației pare să considere în continuare că bilanțul comunismului este unul pozitiv. În cel mai recent sondaj disponibil, realizat în septembrie 2021, care evidențiază o societate românească din ce în ce mai nostalgică pentru comunism, istoricul Dorin Dobrincu explică factorii care favorizează această tendință: masa de informații false și decontextualizate disponibile în mass-media, și în special pe rețelele de socializare precum „Facebook”, lipsa educației școlare, și faptul că descoperirea trecutului recent se face mai ales acasă, de bunici, adesea nostalgici a comunismului și idealizându-și tinerețea pierdută. Astfel, chiar dacă lucrurile aveau tendința să se schimbe, o parte importantă dintre români privesc cu suspiciune acțiunile rezistenților și îi consideră bandiți, conformându-se astfel propagandei comuniste a vremii. Cu toate acestea, România este una dintre fostele țări comuniste în care epurarea și persecuțiile comuniste au fost cele mai profunde. Faptul că este o țară tânără (cu frontiere și coeziune națională datând de la sfârșitul secolului XIX) nu face decât să întărească procesul de „curățare” realizat de comuniștii sprijiniți de armata roșie și de NKVD în anii 1950. Toate acestea au facilitat eliminarea aproape completă a oricărei opoziții structurate, a elitei culturale și intelectuale a țării. Forța Securității, influența pe care a avut-o în societatea românească, numărul impresionant de informatori completează tabloul unei societăți blocate în ea însăși de comuniști. Renașterea democrației și a pluralismului în România după 1990 a fost astfel handicapată de faptul că, pe de o parte, vechii dizidenți încă în viață erau puțini, iar de cealaltă parte, Nomenclatura s-a reconvertit rapid într-o clasă de antreprenori liberali la fel de prosperă pe cât de lipsită de scrupule, care continuă, sub noile haine, să constituie modelul dominant al reușitei sociale din țară. Absența unei legi serioase a lustrației, așa ca în Ungaria, Republica Cehă, Polonia sau Germania de Est, este un exemplu foarte lămuritor.

### Ziua memoriei

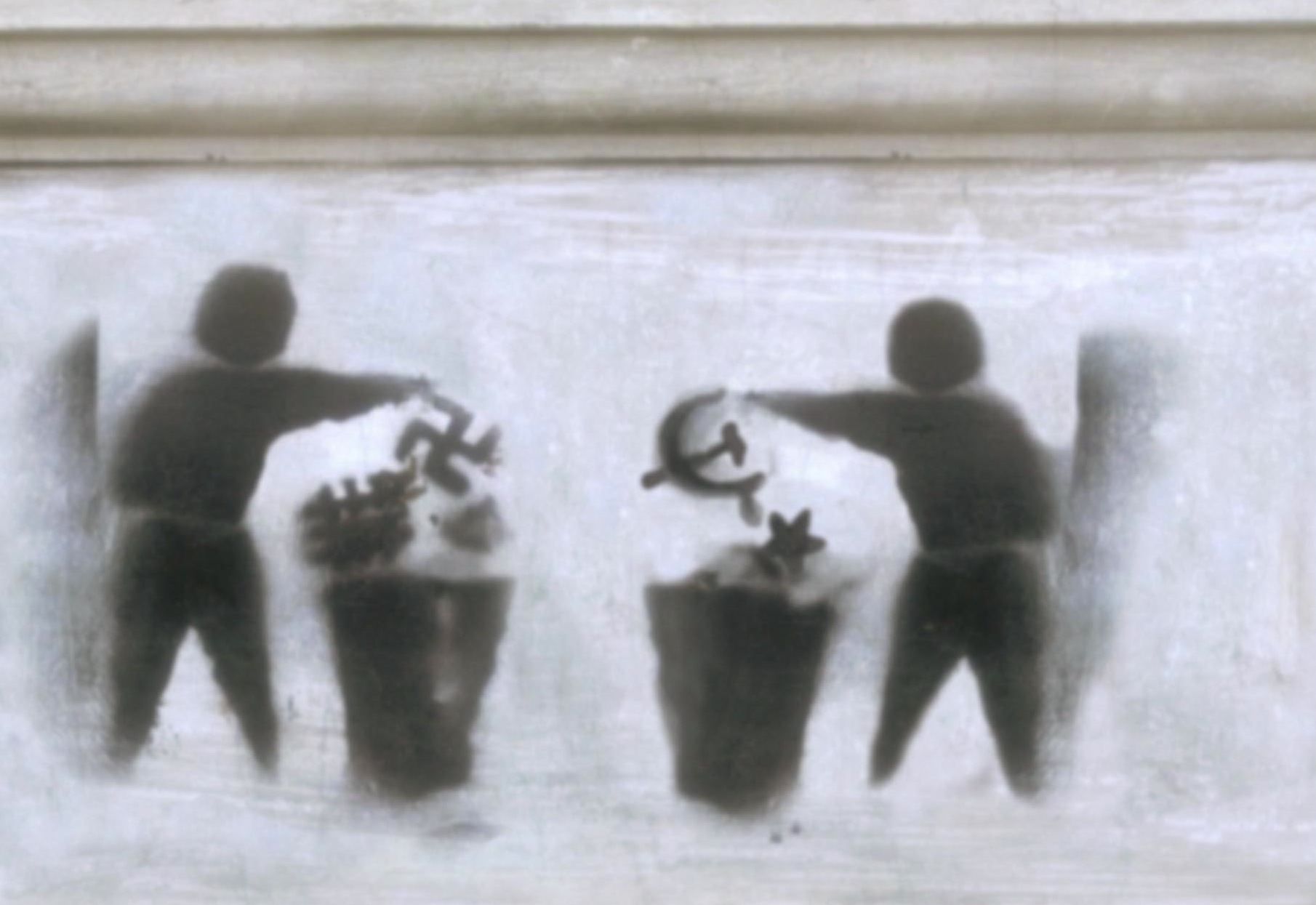
Spiritul rezistenței anti-totalitare: graffiti pe un zid din București (2013).

A trebuit să așteptăm anul 2016 pentru ca România să-și celebreze cu adevărat și oficial membrii rezistenței. Până atunci, nici o lege sau inițiativă parlamentară nu a putut fi dusă până la capăt pentru a comemora această mișcare. Totuși au existat inițiative locale care au încercat să îi redea acestei mișcări locul cuvenit în istoria României. Contrar Poloniei care-și celebrează Soldații blestemați din 2011 sau altor țări din fostul bloc est european care au votat o zi națională pentru comemorarea eroilor rezistenței, în România descendenții birocrației și ai nomenclaturii comuniste rămân crispați în refuzul lor de a comemora o zi a memoriei. După ce s-a argumentat până în 2007 că nu trebuie să se cliveze societatea și deci refuzând să se facă o cercetare adevărată asupra trecutului comunist, ei au încercat să-și schimbe atitudinea odată cu intrarea țării în Uniunea Europeană. Pe de altă parte, în ciuda unei condamnări oficiale a comunismului în 2006, ‘un negaționism neo-comunist’ planează mereu asupra României și rămâne cu atât mai tenace cu cât autoritățile publice și cele morale nu vorbesc la unison despre acest subiect.

#### O încercare de a estompa imaginea Rezistenței întreținută de moștenitorii Securității
Amalgamarea ce asociază pe toți membrii rezistenței anticomuniste cu fasciști antisemițieste susținută activ de către moștenitorii Partidului Comunist Român și de către vechi securiști prezenți în aproape toate partidele politice din România în anii 2010.. Acesta joacă un rol important în blocajul legislativ asupra unei zile comemorative, fără să mai punem la socoteală indemnizația vechilor luptători și deținuți politici. Abia în 2020, parlamentul României a adoptat în sfârșit o lege de despăgubire a deținuților politici și a foștilor prizonieri ai URSS. O lege care este inaplicabilă din lipsă de resurse în Arhivele Naționale și CNSAS, instituții care nu pot face față zecilor de mii de solicitări care le-au ajuns în urma promulgării ei. Acest text de lege este considerat nedreaptă și deschis interpretării de către Asociația Foștilor Deținuți Politici din România (Asociația Foștilor Deținuți Politici din România), care nu a fost consultată cu privire la acest proiect legislativ, proiect care a vizat-o totuși în primul rând.
Mișcarea legionară a fost totuși, după opinia majorității istoricilor, minoritară în sânul rezistenței (mai puțin de 10% dintre luptători conform statisticilor Securității din 1951). În 2017, nu este posibil să se evalueze cu exactitate proporția lor în rezistență, deoarece nu au fost prezenți ca o mișcare constituită și nu au acționat ca atare. Pe de altă parte, multe grupuri erau mixte, foști legionari și alții, uneori de toate convingerile politice, inclusiv un număr mic (5%) de membri idealiști  și deziluzionați ai Partidul Comunist Român, adesea din mișcarea Lucrețiu Pătrășcanu.

#### Recunoașterea națională inegal apreciată
Există totuși, începând din anul 2000, o formă de recunoaștere națională: “Crucea comemorativă a rezistenței anticomuniste”.  De altfel, în mai 2016, președintele Klaus Iohannis a inaugurat la București un monument în memoria acestora, situat în fața Casei Presei Libere, pe un amplasament unde, între anii 1960 și 1990 se înălța o uriașă statuie a lui Lenin.
În 2024, recunoașterea deplină a contribuției aduse societății românești prin angajamentul luptătorilor anticomuniști, indiferent de eticheta lor politică, nu este încă o idee pe deplin împărtășită de diferitele partide politice sau autorități ale țării. Consensul este inexistent, iar Rezistența anticomunistă este încă subiect de controversă, așa cum o demonstrează un nou episod de memorie contestată în ianuarie 2024. În fapt, Inspectoratul Școlar al Municipiului București (ISMB sau Inspectoratul Școlar al Municipiului București), o filială a Ministerului Educației, precum și prefectul Bucureștiului, au interzis intervenția a două asociații, printre cele mai importante și active, dedicate memoriei a doi dintre cei mai importanți luptători români ai rezistenței: Ion Gavrilă Ogoranu și Gogu Puiu, argumentând că apropierea celor două asociații de extrema dreaptă (fiind implicată mișcarea legionară) făcea incompatibilă activitatea lor în mediul școlar. Atât prefectul, cât și inspectorul general al SMB sunt aleși PSD (partid „social-democrat” provenit din „Frontul Salvării Naționale”, el însuși descendent al partidului comunist român). Cele două asociații, care lucrau în parteneriat de ani de zile în școlile bucureștene, au răspuns ferm printr-o scrisoare deschisă, distribuită pe scară largă în presă și mass-media, calificând decizia drept calomnie și cenzură abuzivă, în ciuda faptului că vorbitorii nu au dat dovadă de prozelitism sau apărare a mișcării legionare în timpul activităților lor în școlile bucureștene.
Trebuie remarcat faptul că nici măcar istoricii și specialiștii nu sunt toți de acord cu privire la acest subiect..

### Instituții publice legate de memorie
- Institutul de Investigare a Crimelor Comunismului și Memoria Exilului Românesc (IICCMER) - Instituție de stat, al cărei președinte este numit de către guvernul român[100].

- Centrul de Studii asupra Comunismului și Postcomunismului - Această instituție depinde simultan de IICCMER și de Facultatea de Istorie a Universității „Alexandru Ioan Cuza” din Iași.

- Consiliul Național pentru Studierea Arhivelor Securității (C.N.S.A.S.) - C.N.S.A.S este o instituție de stat al cărei președinte este numit de către guvernul român. instituție de stat al cărei președinte este numit de guvernul României. Membrii Colegiului (de conducere) sunt propuși de diferitele puteri și numiți de Parlament. Printre acestea se numără un reprezentant al societății civile, propus de Președintele României; un reprezentant al societății civile, propus de prim-ministru; și nouă membri, la propunerea grupurilor parlamentare, conform configurației politice a celor două Camere. Pe baza unui raport comun, întocmit de comisiile juridice ale Camerei, deputații și Senatul reuniți în ședință comună numesc membrii Colegiului pentru o perioadă de 6 ani[Note 52].

- Arhivele Naționale ale României - Arhivele Naționale este o instituție de stat, al cărei președinte este numit de către guvernul român.

- Institutul Național pentru Studiul Totalitarismului (INST) - Entitate a Academiei Române.

### Organizații neguvernamentale și inițiative private privind rezistența sau memoria
- Asociația foștilor deținuți politici din România - Fondată în ianuarie 1990, Asociația Foștilor Deținuți Politici din România (AFDPR) apără memoria represiunii comuniste și conservă mărturiile orale ale membrilor săi. De asemenea, asociația se luptă pentru recunoașterea amplorii persecuției comuniste și pentru condamnarea crimelor și abuzurilor regimului comunist.

- ro  fr  en  de  Fundația Academia Civică administrează  Memorialul Victimelor Comunismului și al Rezistenței de la Muzeul Sighet, precum și Centrul Internațional de Studii asupra Comunismului (CIEC) din București, dedicat memoriei victimelor comunismului și Rezistenței românești. Pagina principală a site-ului descrie obiectivele fundației: „Cea mai mare victorie a comunismului – o victorie relevată dramatic abia după 1989 – a fost crearea omului fără memorie, a omului nou cu creierul spălat, care nu trebuie să-și amintească nici ce a fost, nici ce a avut, nici ce a făcut înainte de comunism. Realizarea Memorialului Victimelor Comunismului și al Rezistenței este o formă de contracarare a acestei victorii, un mijloc de resuscitare a memoriei colective. Format din Muzeul de la Sighet și din Centrul Internațional de Studii asupra Comunismului, cu sediul în București, precum și organizator al Școlii de Vară, Memorialul este o instituție a Memoriei, unică în felul ei prin faptul că este în același timp institut de cercetare, de muzeografie și de învățământ”

- Fundația Culturală Memoria - Creată imediat după Revoluția din 1989 de către fondatorul ei, Banu Rădulescu, scriitor și fost deținut politic. Ea vizează să aducă la cunoștința publicului crimele și abuzurile comunismului. Fundația editează pe hârtie și pe internet memoriile din închisoare și deportări precum și memoriile rezistenților. Revista Memoria - Revista gândirii arestate are drept misiune denunțarea comunismului. Ea este dedicată mărturiilor foștilor deținuți politici, fiind editată de către fundație sub egida Uniunii Scriitorilor din România. Primul număr al revistei Memoria - Revista gândirii arestate a fost editat în 1990.

- Procesul comunismului, contrarevoluției și tranziției criminale - Site creat in 2004 care adună mărturii, cărți și fotografii pentru pregătirea unui Proces al Comunismului în România. Această inițiativă a Cicerone Ionițoiu de a promova unui proces al comunismului a permis depunerea unei cereri la CEDO, în 2013, pentru recunoașterea caracterului criminal al acestui regim.

- Memoria.ro - Bibliotecă digitală de interviuri, memorii, studii și istorii orale, precum și de cărți și imagini din istoria recentă a României - Memoria.ro.

- (CICCR) Centrul de Investigare a Crimelor Comunismului - Este vorba despre o instituție privată (ONG), independentă de statul român. CICCR este un proiect susținut de către fr:Fondation Konrad-Adenauer și dezvoltat în cadrul Asociației pentru Memoria Victimelor Comunismului - Centrul de Investigare a Crimelor Comunismului[Note 53]. Centrul pare să fie inactiv din 2013.

- Memoria Rezistenței - Mémoire de la résistance par d'anciens détenus politiques roumains (association "Cei 40 de Mucenici").

- Seria de documentare Memorialul Durerii, o serie de 250 de documentare realizate de Lucia Hossu Longin despre luptătorii din rezistență care au supraviețuit dictaturii comuniste. Acesta conține numeroase rapoarte, mărturii și interviuri cu opozanți sau luptători al rezistenței torturați și închiși de Securitate, dar și cu torționari comuniști, securiști și directori de închisori: Memorialul Durerii / O istorie care nu se învață la școală. Majoritatea documentarelor (peste 250) sunt disponibile pe internet: Documentaires Memorial Durerii sur internet. Primele 120 de numere au devenit un veritabil monument al istoriei și au fost cumpărate de Congresul SUA. Acestea sunt accesibile în mod gratuit - Pagina Youtube a TVR care prezintă cele 120 de documentare istorice din seria „Memorialul Durerii”: TVR - Memorialul Durerii. O istorie care nu se invata la scoala.

- ro  en  Toma Arnăuțoiu 1921-1959 - Biografie, fotografii și documente despre locotenetul Toma Arnăuțoiu. Site-ul aparține creatoarei sale Ioana Raluca Voicu-Arnăuțoiu.

- Eroine Nucșoara - Site-ul online Eroinele din Nucșoara, un site dedicat femeilor combatante din Rezistența anticomunistă. Site-ul aparține Ioanei Raluca Voicu-Arnăuțoiu.

- Gogu Puiu - Asociația „Gogu Puiu și Haiducii Dobrogei” - Asociație dedicată memoriei luptătorului anticomunist cu același nume. A fost înființată de nepoata acestuia, Elena Rădulescu. Pe lângă furnizarea de informații istorice despre luptător și grupul său, asociația este deosebit de activă prin acțiuni culturale, evenimente comemorative, lansări de carte, proiecții de filme, concerte, manifestări artistice, tabere de sport-studiu și proiecte educaționale.

- Fundatia Ion Gavrila Ogoranu - Fundația organizează diverse evenimente comemorative, expoziții și discuții ale foștilor deținuți politici în școlile secundare, precum și vizite la fortul Jilava în parteneriat cu asociația „Gogu Puiu și Haiducii Dobrogei”.

- ro  fr  en  Despre demnitate - Povestea unor oameni (aproape) necunoscuți - Cartea despre demnitate - Povestea unor oameni aproape necunoscuți, de Alexandru Pătrașcu.

- O inițiativă originală în legătură cu memoria Rezistenței românești. Dedicat „celor care și-au păstrat demnitatea” în timpul terorii comuniste, site-ul are drept ambiție aducerea la cunoștința marelui public a acestei perioade. Cartea care a fost publicată este rezultatul cercetărilor și al interviurilor cu luptători anticomuniști, dar și al emoțiilor și al reacțiilor în fața lecturilor despre Rezistența românească. Mai multe pagini au fost traduse în limbile franceză și engleză. Iată spiritul acestui site așa cum este descris pe pagina Cartea despre demnitate: Ce știm despre aceste lucruri, în afară de ideile primite de-a gata? Destul de puțin. Una dintre cele mai păguboase idei este aceea că fenomenul rezistenței anticomuniste din munții României este unic în lume. De ce trebuie să ne căutăm cu încrâncenare această unicitate? La ce ne folosește? S-a dovedit deja, copilăresc de simplu, că această conceptualizare a unicității e anulată de o altă enormitate, care spune că toți luptătorii din munți erau legionari, oameni de extremă dreaptă, și nu e deloc adevărat, chiar dacă legionari au fost mulți dintre ei.
- Blogul a fost publicat sub titlul Cartea despre demnitate, Alexandru Pătrașcu, prefață de Marius Ghilezan, Editura Virtuală, București, 2012, ISBN: 978-606-93389-1-9